# Japonica
Japonica is een geslacht van vlinders van de familie Lycaenidae, uit de onderfamilie Theclinae.

## Soorten
- J. lutea (Hewitson, 1865)
- J. saepestriata (Hewitson, 1865)